# Schloss Liptovská Štiavnica
Das Schloss Liptovská Štiavnica (slowakisch Kaštieľ v Liptovskej Štiavnici) ist ein Schloss im nordslowakischen Ort Liptovská Štiavnica im Okres Ružomberok. Es befindet sich im Dorfzentrum an der Straße Hore bránou.

## Beschreibung und Geschichte
Das Schloss wurde im Stil der Spätrenaissance während des zweiten Drittels des 17. Jahrhunderts auf einem rechteckigen Grundriss gebaut, mit zwei markanten Türmen mit Schießscharten auf der Südseite. 1750 wurde das Anwesen barockisiert und 1880 um weitere zwei Türme ergänzt, somit hat es heute vier Rundtürme. Im Inneren sind Renaissance- und Barockgewölben erhalten geblieben.
Der letzte Schlossherr, Egon Rakovszky, nahm in den 1920er Jahren die ungarische Staatsbürgerschaft an und pachtete das Schloss an den Gutsbesitzer Obrcian, da er sich nicht im Ort aufhielt. Die Ausstattung und das Möbel gingen nach Budapest und lediglich zwei Räume blieben ausgestattet. Als Egon im Frühling 1944 seinen Militärdienst als Major in der ungarischen Armee zu leisten begann, beauftragte er die Deutsche Eugenia Bycker mit der Verwaltung. Noch vor dem Ausbruch des Slowakischen Nationalaufstandes im August 1944 flüchtete sie aus dem Ort und das Schloss erlitt Schäden in den darauffolgenden Kämpfen.
Nach der Wiederherstellung der Tschechoslowakei wurde die noch verbliebene Ausstattung ins Liptauer Museum (slowakisch Liptovské múzeum) in Ružomberok transportiert und das Schloss im Jahr 1946 durch den Staat beschlagnahmt. In den 1950er Jahren wurde es instand gesetzt und diente unter anderem als Drehort für den slowakischen Film Zemianska česť (1957) und für die Fernsehserie Vivat Beňovský (1975).
Bis 1999 wurden im Schloss regelmäßig römisch-katholische Gottesdienste abgehalten. Noch vor der Fertigstellung der neuen Kirche im Spätjahr 1999 wurde es an eine Privatperson veräußert und anschließend umfassend saniert. Heute ist es als Privatbesitz für die Öffentlichkeit nicht zugänglich.